# Pedro II de Aragão
Pedro II de Aragão, o Católico (Huesca, Julho de 1178[a] - Muret, 12 de Setembro de 1213), foi rei da Coroa de Aragão e conde de Barcelona desde 1196 e senhor de Montpellier desde 1204 até à sua morte. Era filho de Afonso II, o Casto e de Sancha de Castela.

## Política peninsular
Afonso II de Aragão repartira em testamento os seus domínios pelos seus dois filhos Pedro e Afonso. O primeiro herdou a Coroa de Aragão (Aragão, Catalunha e territórios dependentes), e a Provença foi herdada por Afonso II da Provença.

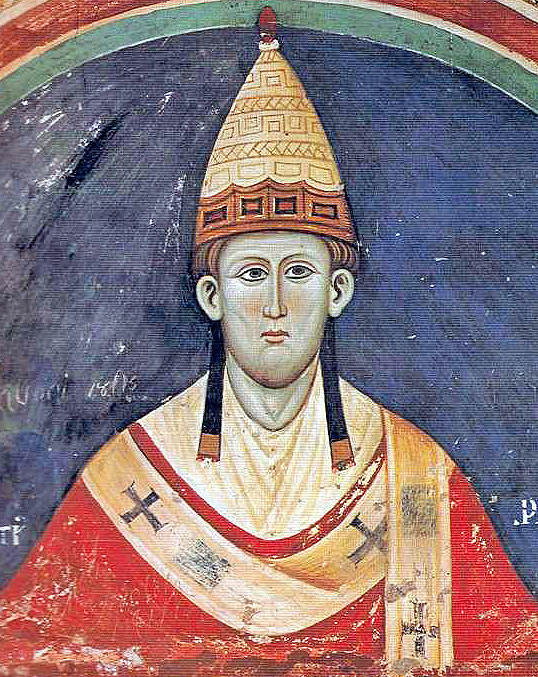
Afresco do século XIII representando o papa Inocêncio III

O acto por que Pedro II é mais famoso é a renovação da vassalagem de Aragão ao trono de S. Pedro, tal como antes o tinham feito Sancho Ramires e Pedro I. De facto, foi o primeiro monarca deste reino a ser coroado pelo papado, na igreja de S. Pancrácio em Roma a 4 de Fevereiro de 1204.
A partir do seu reinado, e por bula papal de 6 de Junho de 1205, os monarcas aragoneses passaram a poder ser coroados pela Santa Sé, devendo fazê-lo na sé de Saragoça pelo arcebispo de Tarragona, depois de solicitar a coroa ao papa. Esta concessão foi extensiva a rainhas. Por este renovar de relações com a Igreja, foi cognominado de o Católico.
Este não foi um período expansivo da história deste reino. Absorvido pela sua política internacional, Pedro só reconquistaria algumas localidades: Mora de Rubielos em 1198, Manzanera em 1202, Rubielos de Mora em 1203, Camarena em 1205 e Ademuz em 1210. Mas prendeu Guerau de Cabrera, que ocupara os seus domínios no condado de Urgell, estreitou relações com Castela, com quem assinou o tratado de Agreda-Tarazona contra Leão e Navarra, e distinguiu-se na decisiva batalha de Navas de Tolosa em 1212, como parte da força aliada cristã liderada por Afonso VIII de Castela.

## Política occitana
Em 1204, o Católico casou-se com Maria de Montpellier devido a interesses no Meio-Dia-Pirenéus, mas a sua vida familiar esteve perto de criar uma situação de crise sucessória que poderia ter provocado a separação de Aragão da Catalunha.
A rainha Maria acabou por lhe dar um herdeiro, Jaime I, que serviu para manter a dinastia em ambos os territórios. No entanto, Pedro tentou anular o matrimónio, sem êxito, para casar com Maria de Montferrat, herdeira do reino de Jerusalém, pelo teve que suprimir uma revolta da cidade de Montpellier, afecta à rainha. Maria de Montpellier foi popularmente venerada como santa pela sua piedade e sofrimento conjugal, mas nunca foi canonizada. Morreu em Roma em 1213.

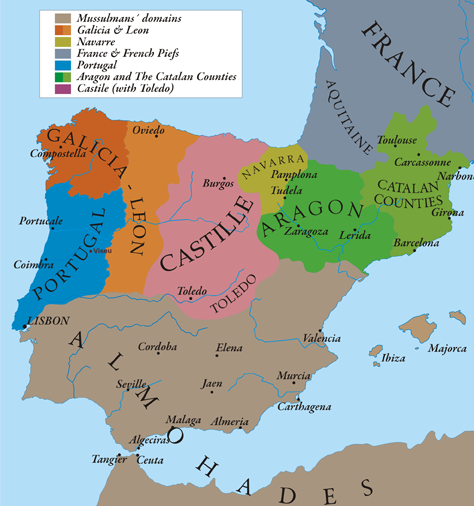
Mapa político da Península Ibérica e dos domínios de Aragão em 1210

Pedro estava muito vinculado à Occitânia e ao Meio-Dia-Pirenéus: casara-se com Maria, herdeira de Montpellier, e a sua irmã Leonor unira-se em matrimónio em 1202 com o conde Raimundo VI de Toulouse. Ramón-Roger Trencavel, visconde de Béziers e Carcassonne era também seu vassalo. Em algumas populações destas comarcas do sul da França tinha-se alargado a influência de uma seita religiosa de influência oriental, cujos acólitos, os cátaros, eram conhecidos localmente pela denominação de albigenses por serem muito numerosos na cidade de Albi, no departamento de Tarn do Meio-Dia-Pirenéus.
Uma vez que estes territórios prestavam vassalagem à Coroa de Aragão, ficavam fora da soberania da França, que no entanto usava qualquer pretexto para intervir neles e, se possível, anexá-los. O papa Inocêncio III sempre se mostrara complacente e predisposto às iniciativas de Filipe Augusto de França, com quem haveria de aliar-se militarmente na batalha de Bouvines e a quem pediria uma invasão da Inglaterra, como ameaça para João Sem Terra se declarar súbdito do papado. Juntos, pretendiam também atacar os heréticos e reduzi-los à obediência a Roma.

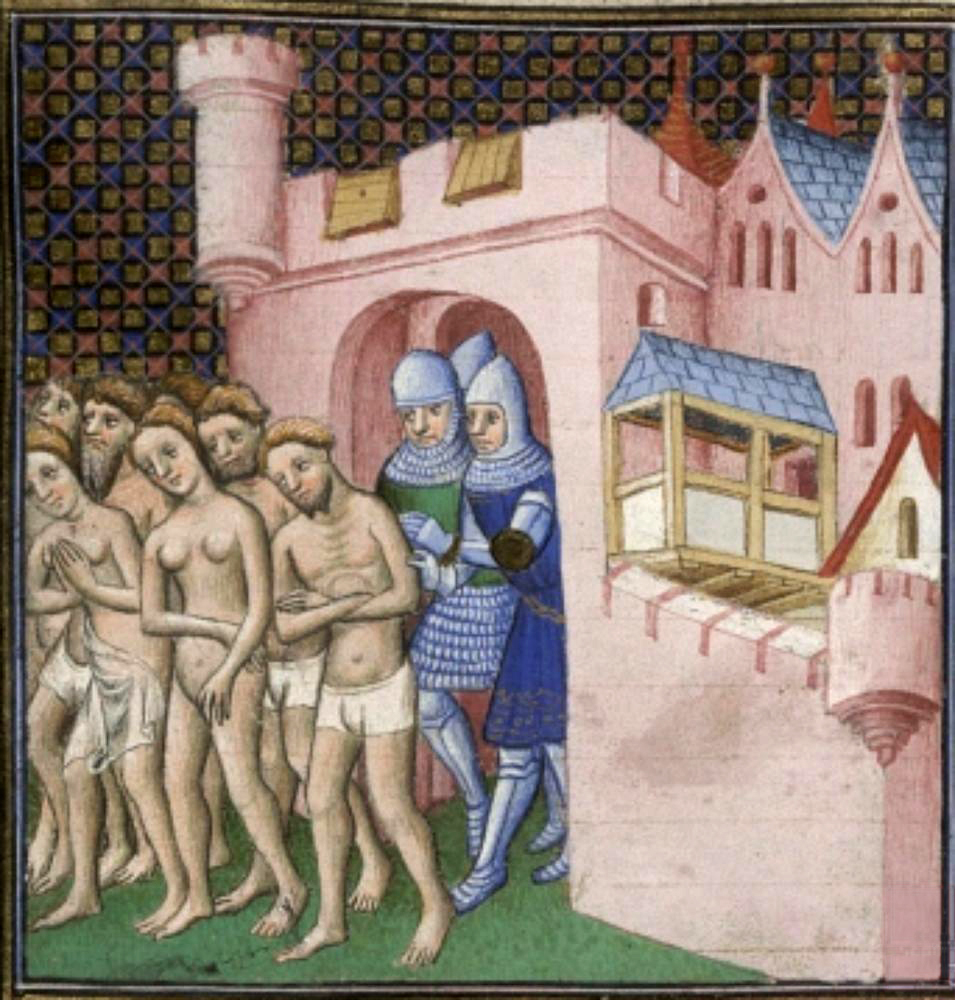
Expulsão dos cátaros de Carcassonne, em 1209

Desta comunhão de interesses surgiu a cruzada albigense que o papa pregou em toda a cristandade, especialmente na França, e que legitimou Filipe Augusto a enviar um poderoso exército comandado por Simão de Monforte contra os territórios heréticos.
O resultado foi a tomada de Béziers e Carcassonne no Verão de 1209. Agradecido pelos serviços prestados por este nobre, Inocêncio foi generoso ao dispor dos bens dos derrotados, e concedeu-lhe o senhorio destes feudos, pertença do reino aragonês. Mais tarde, no Quarto Concílio de Latrão em 1215, o papa chegou a despojar Raimundo de Toulouse e os seus herdeiros das suas possessões no Languedoc, oferecendo-as a Simão, que pôs todos estes territórios sob a soberania do rei de França.
Quando voltou da batalha de Navas de Tolosa no Outono de 1212, Pedro II encontrou Toulouse conquistada por Simão de Monforte, e o conde Raimundo VI de Toulouse, seu cunhado e vassalo, exilado. Atravessou então os Pirenéus e chegou a Muret em Setembro de 1213 para enfrentar o exército do francês. Foi acompanhado por Raimundo VI, que tentou persuadi-lo a evitar a batalha e vencer as forças inimigas pela fome, em um cerco. Esta sugestão foi rejeitada.
Pedro II morreu a 12 de Setembro de 1213 na batalha de Muret, defendendo os seus súbditos da agressão dos cruzados. As forças aragonesas estiveram desorganizadas e desintegraram-se sob o ataque dos esquadrões de Monforte. Pedro ficou preso no meio da escaramuça e morreu em consequência de um impetuoso acto de bravura: estava a lutar disfarçado - um recurso comum dos reis da época, aparentemente não encarado como desonra. Como um vassalo menor armado como rei, atraiu o desdém dos cruzados. Não se contendo, terá respondido algo como "Aqui estou, venham!". Foi derrubado do cavalo e morto, os aragoneses entraram em pânico e a batalha terminou.
Foi sepultado no Convento de Sigena da Ordem do Hospital, em Villanueva de Sigena. O reino passou então para o seu único filho nascido de Maria de Montpellier, o futuro Jaime, o Conquistador.

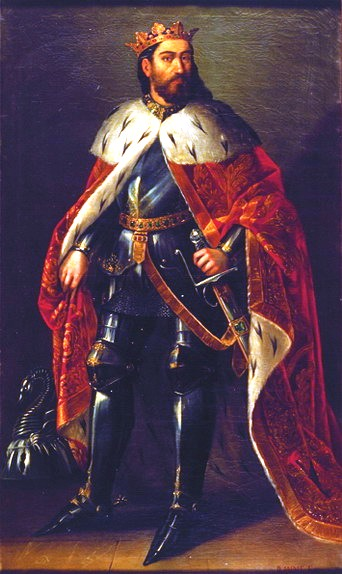
Jaime I de Aragão por Manuel Aguirre y Monsalbe (1885)

## Descendência
Do seu casamento em 1204 com Maria de Montpellier (1180- 21 de Abril de 1219), filha Guilherme VIII de Montpellier, teve:
- Sancha infanta de Aragão (1205-1206);
- Jaime I de Aragão (1208-1276), seu sucessor no trono de Aragão.

Teve também dois filhos ilegítimos:
- Pedro do Rei (m. 1254), capelão em Lleida;
- Constança de Aragão (m. 1250), baronessa d'Aitona, casada em 1212 com Guilherme Raimundo de Moncada, senescal da Catalunha.